# Лідія Альфонсі
Лідія Альфонсі (італ. Lydia Alfonsi, 28 квітня 1928, Парма — 21 вересня 2022, там само) — італійська акторка.

## Життєпис
Померла 21 вересня 2022 року.

## Фільмографія
- 1950 — Собаче життя / Vita da cani — робітниця, подруга Франки
- 1951 — Біла проказа / Lebbra bianca — Лідія
- 1957 — Я співаю про кохання і ча-ча-ча / Canto amore e cha cha cha — Джулія
- 1957 — Смерть мандрувала зі мною / La morte ha viaggiato con me — Пілар
- 1958 — Пригоди Геракла / Le fatiche di Ercole — Сивілла
- 1959 — Закон / La legge — Джузеппіна
- 1960 — Отрута гідри / Gli amori di Ercole — Мегара
- 1960 — Дофіни / I delfini — молода акторка
- 1960 — Пірат Морган / Morgan il pirata — дона Марія
- 1961 — Троянська війна / La guerra di Troia — Кассандра
- 1962 — Людина, яку потрібно знищити / Un uomo da bruciare — Франческа
- 1963 — Літня ніч / Il peccato — Кармен
- 1963 — Чорна субота, або Три обличчя страху / I tre volti della paura — Мері (у сегменті Телефон)
- 1965 — Насильство і кохання / La violenza e l'amore — Лусія
- 1967 — Божевільна ніч кролика / La notte pazza del conigliaccio — Еріка
- 1967 — Обличчя до обличчя / Faccia a faccia — Белль де Вінтон
- 1969 — Кохання подібне до сонця / L'amore è come il sole — Урсула
- 1969 — Закохані пташки: Дивне бажання любові / Love Birds — Una strana voglia d'amare (Komm, süßer Tod) — Конні
- 1973 — Хрещена мати / La padrina — Констанца Кавалло
- 1973 — Коли плоть кричить / Quando la carne urla
- 1990 — Відкриті двері / Porte aperte — маркіза Анна Піронті
- 1992 — Триптих Антонелло / Il trittico di Antonello — Саверія
- 1997 — Життя прекрасне / La vita è bella — сеньйора Ґвіччіардіні

### Телебачення
- 1957 — Джейн Ейр (мінісеріал) / Jane Eyre — Бланш Інгрем
- 1959 — Бідний венеційський пекар (телефільм) / Il povero fornaretto di Venezia
- 1959 —1960 — Джалло-клуб (телесеріал) / Giallo club. Invito al poliziesco — Діана / Грейсі Керрі
- 1960 — Ла Пізана (мінісеріал) / La Pisana — Пізана
- 1964 — Майстер Дон Джезуальдо (мінісеріал) / Mastro Don Gesualdo — Б'янка Трао
- 1964 — Життя Мікеланджело (мінісеріал) / Vita di Michelangelo — Вітторія Колонна
- 1966 — Розслідування комісара Мегре (телесеріал) / Le inchieste del commissario Maigret — мадам Куше
- 1966 — Луїза Сан-Феліче (мінісеріал) / Luisa Sanfelice — Луїза Сан-Феліче
- 1966 — Дядя Ваня (телефільм) / Zio Vania
- 1966 — Ворог (телефільм) / La nemica — Марта Рено
- 1968 — Суд над Ісусом (телефільм) / Processo a Gesù — Сара
- 1969 — Таємниця Луки (мінісеріал) / Il segreto di Luca — Ортенсія
- 1972 — Траур личить Електрі (телефільм) / Il lutto si addice ad Elettra — Лавінія Меннон
- 1989 — Заєць з обличчям дитини (мінісеріал) / Una lepre con la faccia di bambina — мати Сари
- 1992 — Гірський лікар (телесеріал) / Der Bergdoktor — Марія Спреті

## Театральні роботи
- 1952, 27 лютого — «Емма» Федеріко Зарді; реж. Джорджо Стрелер (Piccolo Teatro, Мілан)
- 1965 — «Медея» за трагедією Евріпіда (Театр Таорміни, Греція) — Медея
- 1967 — «Джоконда» Амількаре Понк'єллі (з Луїджі Ваннучкі та режисером Фантазіо Пікколі); 1985 — Teatro Antico Sicilia
- 1978 — «Єлена» за трагедією Евріпіда(Грецький театр Сіракузи і на гастролях) — Єлена Троянська
- 1979 — «Вовчиця» Джованні Верга
- 1980 — Vittoriale Gardone Riviera
- 1983 — «Федра» Сенеки — Федра
- 1983 — Сегеста
- 1983 — «Одуд» (The Dream of Upupa is The Fife) з Валерією Моріконі Антоніо Орфано; реж. Антоніо Орфано (Міжнародний музичний фестиваль у Тропеї)
- 1984 — Гертруда Стайн (на гастролях)
- «Електра» за трагедією Евріпіда — Електра
- «Франческа да Ріміні» — Франческа да Ріміні (Античний театр Помпеї)
- 1999 — «Мрія про вогонь» (Вітторіале Гардоне Рів'єра)